# Amelita Baltar
Amelita Baltar, nata María Amelia Baltar (Buenos Aires, 24 settembre 1940), è una cantante argentina.

## Biografia
Inizia la sua carriera come cantante folk, poi nel 1968, dopo aver registrato il suo primo LP da solista, ottiene il primo premio al Festival National Del Disco a Mar del Plata. Sempre nel 1968, dopo un provino Astor Piazzolla la scelse per interpretare il ruolo principale nell'opera tango (tango operita) María de Buenos Aires, scritto da Piazzola assieme al poeta Horacio Ferrer. Lo spettacolo fu il primo passo di una lunga cooperazione con Piazzolla e Ferrer, che trovarono nella Baltar la loro interprete ideale per una serie di composizioni musicali innovative che dopo la metà del 1900 cambiarono tradizioni e ritmi della musica popolare argentina iniziando così il Nuevo tango, tra queste opere spicca la famosa 'Balada para un loco
Dopo la fine del sodalizio con Piazzolla, Amelita porta avanti la sua carriera con successo in Argentina e tutta l'America Latina, ma ottiene consensi anche negli Stati Uniti e in Europa.

## Discografia
- Para usted... (1968)
- Balada para un loco (1968)
- Maria de Buenos Aires (1969)
- Amelita Baltar con Piazzolla y Ferrer (1970)
- La bicicleta blanca (1971)
- Piazzolla, Baltar, Ferrer (1972)
- Cantándole a mi tierra (1973)
- Amelita Baltar - Ariola 88.714-I  (1975)
- Nostalgias (1978)
- Amelita Baltar - INTERDISC S.A. (1982)
- Como nunca (1989)
- Tango de la casa columbia - SONY MUSIC (1992)
- Tangamente (1993)
- Amelita Baltar (1994)
- Baltar com Piazzolla (1995 ed. Brasil)
- Astor Piazzolla Colección (1998 Ed. Alemania)
- Piazzolla & Amelita Baltar - BELLA MUSICA (1998)
- Leyendas (1999)
- Referencias (1999)
- Amelita de todos los tangos (2001)
- Amelita Baltar - Horacio Molina - Nosotros - En vivo - EPSA MUSIC (2012)
- Amelita Baltar canta Vinicius y Piazzolla - Bossa & Tango - ACQUA RECOR (2015)